# Zającowate

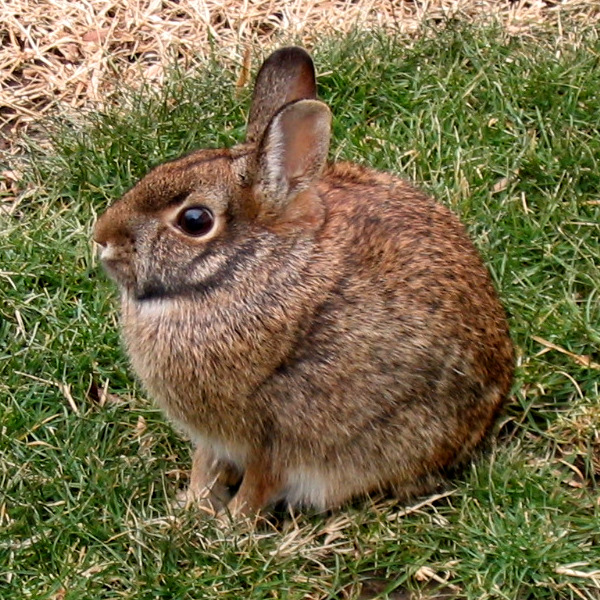
Królak florydzki (Sylvilagus floridianus)

Zającowate, zające (Leporidae) – rodzina ssaków z rzędu zajęczaków (Lagomorpha) obejmująca około 60 gatunków.

## Występowanie
Zającowate zamieszkują w stanie naturalnym wszystkie kontynenty poza Australią i Antarktydą. Na kontynent australijski i Nową Zelandię zostały wprowadzone przez człowieka.

## Tryb życia
Zwierzęta kolonijne, średniej wielkości.
Zającowate zwykle poruszają się skokami, osiągają prędkość do 70 km/h. Do polowań na szybko biegające zające wykorzystywano np. charty.
Często zamieszkują nory, czasem załomy skalne, nie gromadzą zapasów na zimę i nie hibernują. Gatunki borealne zmieniają na zimę barwę na białą.

## Budowa ciała
Cechą charakterystyczną zajęczaków jest to, iż tylne kończyny są znacznie dłuższe od przednich. Posiadają długie, szpiczaste uszy, krótki, puszysty ogon. W górnej szczęce mają 2 pary siekaczy, z których pierwsza stale rośnie i wymaga ścierania.

## Systematyka
Wyróżniany we wcześniejszych ujęciach systematycznych rodzaj Brachylagus został przeniesiony w 2022 roku na podstawie analizy filogenetycznej w oparciu o dowodu molekularne do rodzaju Sylvilagus; w takim ujeciu do rodziny zającowatych zalicza się następujące występujące współcześnie rodzaje:
- Pronolagus Lyon, 1904 – skaliczek
- Poelagus St. Leger, 1932 – afrokrólik – jedynym przedstawicielem jest Poelagus marjorita (St. Leger, 1929) – afrokrólik równikowy
- Nesolagus Forsyth-Major, 1899 – zajączek
- Romerolagus Merriam, 1896 – króliczak – jedynym przedstawicielem jest Romerolagus diazi (Ferrari-Pérez, 1893) – króliczak wulkaniczny
- Pentalagus Lyon, 1904 – pięciozębik – jedynym przedstawicielem jest  Pentalagus furnessi (Stone, 1900) – pięciozębik leśny
- Caprolagus Blyth, 1845 – assamczak – jedynym żyjącym współcześnie przedstawicielem jest Caprolagus hispidus (Pearson, 1838) – assamczak szczeciniasty
- Oryctolagus Lilljeborg, 1873 – królik – jedynym żyjącym współcześnie przedstawicielem jest Oryctolagus cuniculus (Linnaeus, 1758) – królik europejski
- Bunolagus O. Thomas, 1929 – zajęczak – jedynym przedstawicielem jest Bunolagus monticularis (O. Thomas, 1903) – zajęczak buszmeński
- Sylvilagus J.E. Gray, 1867 – królak
- Lepus Linnaeus, 1758 – zając

Opisano również rodzaje wymarłe:

- Afrolagus Şen & Geraads, 2023[33] – jedynym przedstawicielem był Afrolagus pomeli Şen & Geraads, 2023
- Alilepus Dice, 1931[34]
- Aluralagus Downey, 1968[35]
- Archaeolagus Dice, 1917[36]
- Hypolagus Dice, 1917[37]
- Lepoides J.A. White, 1987[38] – jedynym przedstawicielem był Lepoides lepoides J.A. White, 1988
- Litolagus Dawson, 1958[39]
- Nekrolagus Hibbard, 1939[40] – jedynym przedstawicielem był Nekrolagus progressus (Hibbard, 1939)
- Notolagus R.W. Wilson, 1938[41]
- Nuralagus Quintana, Köhler & Moyà-Solà, 2011[42] – jedynym przedstawicielem był Nuralagus rex Quintana, Köhler & Moyà-Solà, 2011
- Ordolagus Muizon, 1977[43] – jedynym przedstawicielem był Ordolagus teilhardi (Burke, 1941)
- Panolax Cope, 1874[44] – jedynym przedstawicielem był Panolax sanctaefidei Cope, 1874
- Paranotolagus W.E. Miller & Carranza-Castañeda, 1982[45] – jedynym przedstawicielem był Paranotolagus complicatus W.E. Miller & Carranza-Castañeda, 1982
- Pewelagus J.A. White, 1984[46]
- Pliopentalagus Gureev & Konkova, 1964[47]
- Pliosiwalagus Patnaik, 2001[48]
- Pratilepus Hibbard, 1939[49] – jedynym przedstawicielem był Pratilepus kansasensis Hibbard, 1939
- Pronotolagus J.A. White, 1991[50]
- Sardolagus Angelone, Čermák, Moncunill-Solé, Quintana, Tuveri, Arca & Kotsakis, 2018[51] – jedynym przedstawicielem był Sardolagus obscurus Angelone, Čermák, Moncunill-Solé, Quintana, Tuveri, Arca & Kotsakis, 2018
- Serengetilagus Dietrich, 1942[52]
- Sericolagus Averianov, 1996[53]
- Trischizolagus Rădulescu & Samson, 1967[54]
- Tsaganolagus Li Chuankui, 1978[55] – jedynym przedstawicielem był Tsaganolagus wangi Li Chuankui, 1978

## Fikcyjne zającowate
Postacie z tradycji ludowych:
- zając wielkanocny
- Br’er Rabbit(inne języki)
- Leuk(inne języki) – zając sawannowy z folkloru senegalskiego

Postacie z baśni i literatury:
- Zając z bajki Żółw i zając(inne języki)
- Biały Królik i Marcowy Zając z Alicji w Krainie Czarów
- Piotruś Królik
- Królik – przyjaciel Kubusia Puchatka
- króliki z powieści Wodnikowe Wzgórze Richarda Adamsa
- Rodzina Rabatków

Postacie z kinematografii:
- Królik Bugs
- Zając z serialu Wilk i Zając
- Tuptuś(inne języki) – królak z Bambiego
- Zajączek – najlepszy przyjaciel Misia Uszatka
- zajączek Parauszek
- Królik Roger
- Królik Rykoszet